# San Juan del Molinillo
San Juan del Molinillo ist ein zentralspanischer Ort und Gemeinde (municipio) mit 234 Einwohnern (Stand: 2024) in der Provinz Ávila in der Autonomen Region Kastilien-León. Zur Gemeinde gehören neben dem Hauptort San Juan del Molinillo die Ortschaften Navandrinal und Villarejo. 

## Lage
San Juan del Molinillo befindet sich am östlichen Ende der Sierra de Gredos gut 27 km südsüdöstlich von Ávila bzw. gut 90 km westlich von Madrid in einer Höhe von ca. 1140 m. 
Das Klima im Winter ist kühl, im Sommer dagegen durchaus warm; Niederschlagsmengen (575 mm/Jahr) fallen – mit Ausnahme der nahezu regenlosen Sommermonate – verteilt übers ganze Jahr.

## Bevölkerungsentwicklung
| Jahr      | 1970 | 1981 | 1991 | 2001 | 2011 | 2021 |
| --------- | ---- | ---- | ---- | ---- | ---- | ---- |
| Einwohner | 846  | 841  | 400  | 322  | 276  | 209  |

Der Bevölkerungsrückgang seit den 1950er Jahren ist im Wesentlichen auf die Mechanisierung der Landwirtschaft und den damit einhergehenden Verlust an Arbeitsplätzen zurückzuführen.

## Sehenswürdigkeiten

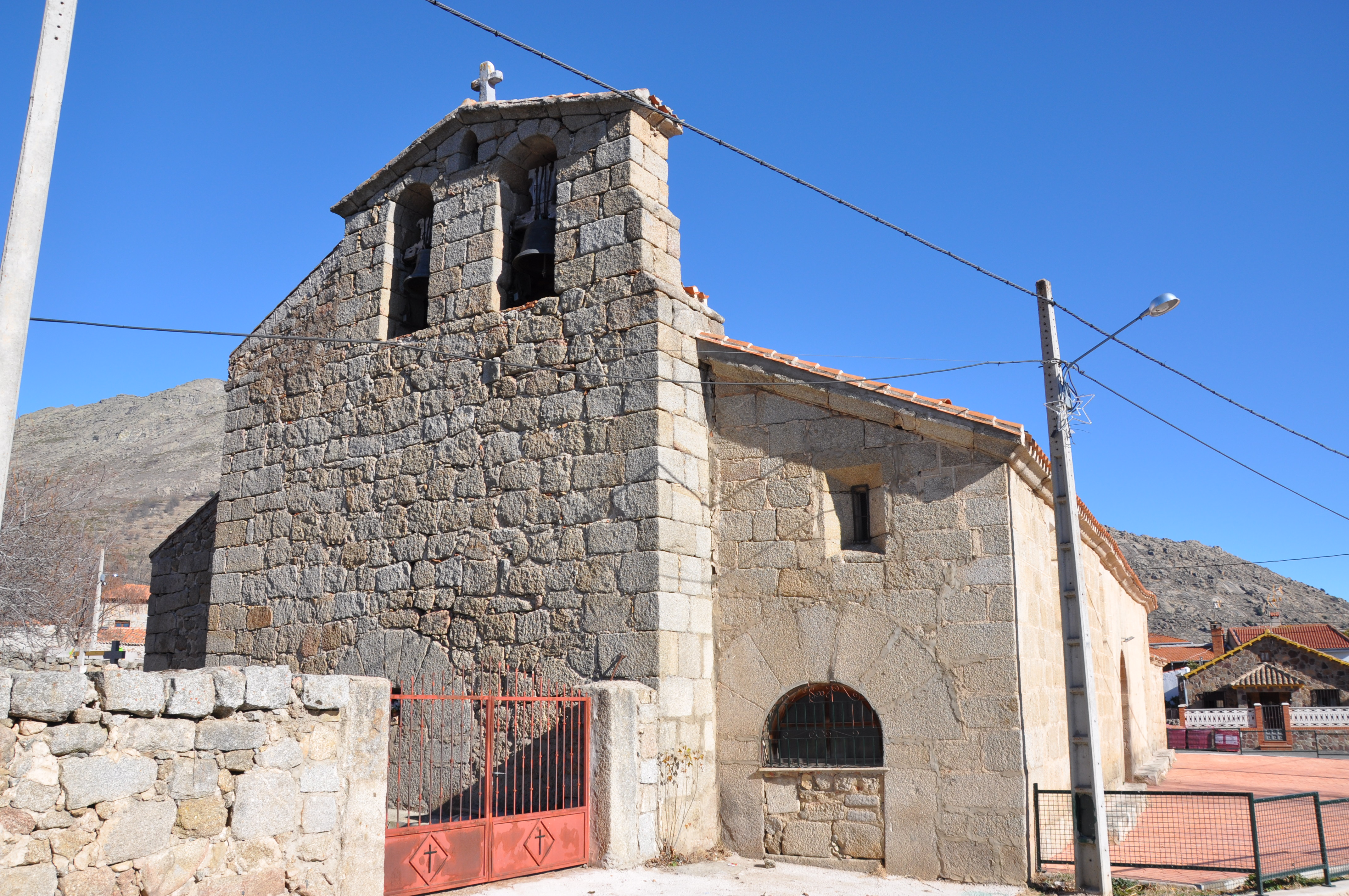
Johanniskirche

- Johanniskirche